# 受2019冠狀病毒病疫情影響的電影列表
本文列出了受2019冠狀病毒病疫情影響的電影列表，這些電影可能取消了影院上映，或變為另一種發行方法，以及由於COVID-19大流行而推遲發行的電影。該文章還列出了直接受到大流行影響的產品，導致其停產，延誤或取消。

## 電影發行

### 同時發布戲劇和視頻點播

#### 北美戲劇發行
| 電影              | 發行方式 |
| ----------------- | --- |
| After We Collided | Released in theaters worldwide and in Canada on September 18, 2020, and on VOD in the United States on October 23. |

#### 國際戲劇發行
| 電影 | 發行方式 |
| ---- | -------- |

### 提前
| 影片                   | 原定档期       | 新档期或其他动作                |
| ---------------------- | -------------- | ------------------------------- |
| 阿達一族2              | 2021年10月22日 | 提前至2021年10月1日             |
| 古魯家族：新石代       | 2020年12月23日 | 提前至2020年11月25日            |
| The Eyes of Tammy Faye | 2021年9月24日  | 提前至2021年9月17日             |
| 漢密爾頓               | 2021年10月15日 | 提前至2020年7月3日於Disney+放映 |
| 尖叫旅社：變形怪獸     | 2021年12月22日 | 提前至2021年7月23日             |
| 全民小英雄             | 2021年1月1日   | 提前至2020年12月25日            |

### 延遲
| 影片                                                | 影片國家/地區   | 原定档期                 | 新档期或其他动作                                              |
| --------------------------------------------------- | --------------- | ------------------------ | ------------------------------------------------------------- |
| 《熊出没·狂野大陆》                                 | 中国大陆        | 2020年1月24日            | 2021年2月12日                                                 |
| 《唐人街探案3》                                     | 中国大陆        | 2020年1月24日            | 2021年2月12日                                                 |
| 《緊急救援》                                        | 中国大陆        | 2020年1月25日            | 2020年12月18日                                                |
| 《急先鋒》                                          | 中国大陆        | 2020年1月25日            | 2020年9月30日                                                 |
| 《蠟筆小新：激戰！塗鴉王國與差不多四勇者》          | 日本            | 2020年4月24日            | 2020年9月11日                                                 |
| 《名侦探柯南：绯色的弹丸》                          | 日本            | 2020年4月17日            | 2021年4月16日                                                 |
| 《大雄的新恐龍》                                    | 日本            | 2020年3月6日             | 2020年8月7日                                                  |
| 《光之美少女 Miracle Leap 與大家不可思議的一天》    | 日本            | 2020年3月20日            | 2020年10月31日                                                |
| 《別對映像研出手！》                                | 日本            | 2020年5月15日            | 2020年9月25日                                                 |
| 《劇場版 超人力霸王泰迦 新世代的巔峰》              | 日本            | 2020年3月6日             | 2020年8月7日                                                  |
| 《劇場版 假面騎士ZERO-ONE》                         | 日本            | 2020年7月23日            | 2020年12月18日                                                |
| 《魔進戰隊煌輝者 THE MOVIE》                        | 日本            | 2020年7月23日            | 2021年春                                                      |
| 《新世纪福音战士新剧场版：终》                      | 日本            | 2020年6月27日            | 2021年3月8日                                                  |
| 《機動戰士鋼彈 閃光的哈薩威》                       | 日本            | 2020年7月23日            | 2021年5月7日                                                  |
| 《STAND BY ME 哆啦A夢 2》                           | 日本            | 2020年8月7日             | 2020年11月20日                                                |
| 《Fate/stay night [Heaven's Feel] III.spring song》 | 日本            | 2020年3月28日            | 2020年8月15日                                                 |
| 《》                                                | 日本            | 2020年5月9日             | 2020年9月18日                                                 |
| 《剧场版 宝可梦 皮卡丘和可可的冒险》                | 日本            | 2020年7月10日            | 2020年12月25日                                                |
| 《梦想之马》                                        | 美国、 英国     | 2020年4月17日            | 英国延期                                                      |
| 《内战前夕》                                        | 美国            | 2020年4月24日            | 2020年9月18日                                                 |
| 《鹿魔》                                            | 美国            | 2020年4月17日            | 2021年2月19日                                                 |
| 《黑寡妇》                                          | 美国            | 2020年5月1日             | 2021年5月7日                                                  |
| 《猛禽小隊：小丑女大解放》                          | 美国            | 2020年2月7日             | 中国大陆取消                                                  |
| 《天伦之乐》                                        | 美国            | 2020年5月1日             | 2020年9月4日                                                  |
| 《电影版开心汉堡店》                                | 美国            | 2020年7月17日            | 2021年4月9日                                                  |
| 《糖果人》                                          | 美国            | 2020年6月12日            | 2021年8月27日                                                 |
| 《跨年之恋》                                        | 美国            | 2020年3月27日            | 2020年10月9日                                                 |
| 《奇異博士2：失控多重宇宙》                         | 美国            | 2021年5月7日             | 2022年3月25日                                                 |
| 《沙丘》                                            | 美国            | 2020年12月18日           | 2021年1月15日                                                 |
| 《永恆族》                                          | 美国            | 2020年11月6日            | 2021年11月5日                                                 |
| 《玩命關頭9》                                       | 美国            | 2020年5月22日            | 2021年5月28日 臺灣延期2021年8月11日                           |
| 《單心爸爸》                                        | 美国            | 2021年1月15日            | 2021年4月2日                                                  |
| 《脫稿玩家》                                        | 美国            | 2020年7月3日             | 2020年12月11日                                                |
| 《魔鬼剋星 未來世》                                 | 美国            | 2020年7月10日            | 2021年3月5日                                                  |
| 《玩命Online：雙槍對決》                            | 英国            | 2020年2月28日            | 波兰、挪威和乌克兰分別延至2020年3月13日、3月20日及3月27日上映 |
| 《依然相信》                                        | 美国            | 2020年3月13日            | 意大利和波兰分別延至2020年3月19日及3月20日上映                |
| 《紐約高地》                                        | 美国            | 2020年6月26日            | 2021年6月18日                                                 |
| 《叢林奇航》                                        | 美国            | 2020年7月24日            | 2021年7月30日                                                 |
| 《夺冠》                                            | 香港、 中国大陆 | 2020年1月24日            | 2020年9月25日                                                 |
| 《姜子牙》                                          | 中国大陆        | 2020年1月25日            | 2020年10月1日                                                 |
| 《腫瘤》                                            | 美国            | 2020年8月14日            | 2021年9月10日                                                 |
| 《小小兵2：格魯的崛起》                             | 美国            | 2020年7月3日             | 2021年7月2日                                                  |
| 《魔比斯》                                          | 美国            | 2020年7月31日            | 2021年3月19日                                                 |
| 《間諜速成班》                                      | 美国            | 2020年3月13日            | 2020年4月17日                                                 |
| 《變種人》                                          | 美国            | 2020年4月3日             | 2020年8月28日                                                 |
| 《007：生死交戰》                                   | 英国、 美国     | 2020年4月10日            | 2021年4月2日                                                  |
| 《½的魔法》                                         | 美国            | 2020年3月6日             | 韓國、義大利和日本分別延至2020年6月17日、7月22日及8月21日上映 |
| 《Our Ladies》                                      | 美国            | 2020年4月24日            | 2020年9月11日                                                 |
| 《比得兔兔》                                        | 美国            | 2020年4月3日             | 2021年1月15日                                                 |
| 《噤界II》                                          | 美国            | 2020年3月20日            | 2021年4月23日                                                 |
| 《止水》                                            | 美国            | 2020年11月6日            | 2021年7月30日                                                 |
| 《尋龍奇緣》                                        | 美国            | 2020年11月25日           | 2021年3月12日                                                 |
| 《狄更斯之塊肉餘生記》                              | 美国            | 2020年5月8日             | 2020年8月28日                                                 |
| 《尼羅河謀殺案》                                    | 美国            | 2020年10月9日            | 延期，宣布撤檔                                                |
| 《疯狂秘录：玛丽恩之真相全揭计划》                  | 美国            | 2020年4月17日            | 英国延期至2020年9月17日                                       |
| 《逃》                                              | 美国            | 2020年5月8日             | 2020年11月20日                                                |
| 《秘密花園》                                        | 英国            | 2020年4月3日             | 2020年8月14日                                                 |
| 《尚氣與十環傳奇》                                  | 美国            | 2021年7月9日             | 2021年5月7日                                                  |
| 《Slay the Dragon》                                 | 美国            | 2020年3月13日            | 2020年4月3日                                                  |
| 《The Empty Man》                                   | 美国            | 2020年8月7日             | 2020年12月4日                                                 |
| 《反恐追缉令》                                      | 美国            | 2020年3月24日            | 延期，直至另行通知                                            |
| 《音速小子》                                        | 美国            | 2020年2月14日            | 日本2020年6月26日、中国大陆2020年7月31日                      |
| 《靈魂奇遇記》                                      | 美国            | 2020年6月19日            | 2020年11月20日                                                |
| 《死亡漩渦：奪魂鋸新遊戲》                          | 美国            | 2020年5月15日            | 2021年5月21日                                                 |
| 《海綿寶寶：奔跑吧》                                | 美国            | 2020年5月22日            | 2020年8月7日                                                  |
| 《法蘭西快報》                                      | 美国            | 2020年7月24日            | 延期，直至另行通知                                            |
| 《雷神索爾：愛與雷霆》                              | 美国            | 2021年11月5日            | 2022年2月18日                                                 |
| 《明日戰爭》                                        | 美国            | 2020年12月25日           | 2021年7月23日                                                 |
| 《捍衛戰士：獨行俠》                                | 美国            | 2020年6月26日            | 2021年7月2日                                                  |
| 《秘境探險》                                        | 美国            | 2021年3月5日             | 2021年7月16日                                                 |
| 《猛毒2：血蜘蛛》                                   | 美国            | 2020年10月2日            | 2021年6月25日                                                 |
| 《花漾女子》                                        | 美国            | 2020年4月17日            | 2020年12月25日                                                |
| 《窺探》                                            | 美国            | 2020年5月15日            | 2021年5月14日                                                 |
| 《神力女超人1984》                                  | 美国            | 2020年6月5日             | 2020年12月25日                                                |
| 《超危險駕駛》                                      | 美国            | 2020年7月1日             | 2020年8月21日                                                 |
| 《天能》                                            | 美国、 英国     | 2020年7月17日            | 2020年8月26日                                                 |
| 《最後的決鬥》                                      | 美国、 英国     | 2020年12月25日           | 2021年10月15日                                                |
| 《厲陰宅3：是惡魔逼我的》                           | 美国            | 2020年9月11日            | 2021年6月4日                                                  |
| 《湯姆貓與傑利鼠》                                  | 美国            | 2020年12月23日           | 2021年3月5日                                                  |
| 《哥斯拉對金剛》                                    | 美国            | 2020年11月20日           | 2021年5月21日                                                 |
| 《一秒拳王》                                        | 香港            | 2020年12月3日            | 2021年3月11日                                                 |
| 《殺手老婆的保鑣》                                  | 美国            | 2020年8月28日            | 2021年8月20日                                                 |
| 《殘影空間》                                        | 香港            | 2020年12月18日           | 2023年2月23日                                                 |
| 《蝙蝠俠》                                          | 美国            | 2021年6月25日            | 2021年10月1日                                                 |
| 《不可能的任務7》                                   | 美国            | 2021年7月23日            | 2021年11月19日                                                |
| 《不可能的任務8》                                   | 美国            | 2022年8月5日             | 2022年11月4日                                                 |
| 《駭客任務4》                                       | 美国            | 2021年5月21日            | 2022年4月1日                                                  |
| 《金牌特務：金士曼起源》                            | 美国、 英国     | 2020年9月18日            | 2021年12月22日                                                |
| 《拆弹专家2》                                       | 香港、 中国大陆 | 2020年12月24日           | 2021年2月18日                                                 |
| 《月光光新慌慌：萬聖殺》                            | 美国            | 2020年10月16日           | 2021年10月15日                                                |
| 《月光光新慌慌完結篇》                              | 美国            | 2021年10月15日           | 2022年10月14日                                                |
| 《明日戰記》                                        | 香港            | 預計2019至2020年上映     | 2022年8月19日（優先場） 2022年8月25日（正式上映）             |
| 《闔家辣》                                          | 香港            | 2022年2月1日（大年初一） | 2022年7月14日(以「史上首部暑期賀歲片」作爲宣傳。)             |
| 《飯戲攻心》                                        | 香港            | 2022年2月1日（大年初一） | 2022年9月7日                                                  |
| 《阿凡達2》                                         | 美国            | 2021年12月17日           | 2022年12月16日                                                |
| 《阿凡達3》                                         | 美国            | 2023年12月22日           | 2024年12月20日                                                |
| 《阿凡達4》                                         | 美国            | 2025年12月19日           | 2026年12月18日                                                |
| 《阿凡達5》                                         | 美国            | 2027年12月17日           | 2028年12月22日                                                |
| 《诡异童谣》                                        | 瑞典、 丹麦     | 2020年3月27日            | 延期，直至另行通知                                            |

### 取消
- 《肥龙过江》——网络首播（原定1月29日上映的菲律宾除外）[76]
- 《囧妈》——取消电影院上映，改为网络流媒体播出
- 《野兽男孩的故事（英语：Beastie Boys Story）》——原定2020年4月3日以IMAX格式上映，4月24日Apple TV+上线[77]
- 《魔髮精靈：唱遊大世界》– 取消电影院上映，同日在数字平台上线[78]
- 《喜羊羊與灰太狼之筐出未來》– 取消港澳台上映
- 《爱情鸟（英语：The Lovebirds (2020 film)）》– 取消电影院上映，择日在Netflix上线[79]
- 《狩猎的时间（朝鲜语：사냥의 시간）》–  取消电影院上映，4月10日在Netflix上线[80]
- 《阿特米斯奇幻历险》——取消电影院上映，改为Disney+播出。
- 《狗狗史酷比！》——取消電影院上映，改為網絡流媒體播出[81]
- 《蓝色故事（英语：Blue Story）》——取消電影院上映，於2020年5月20日改為網絡流媒體播出
- 《数码宝贝大冒险 最后的进化 绊》——美國取消電影院上映，於2020年7月7日改由非戲院首映的方式發布。
- 《独一无二的伊万（英语：The One and Only Ivan (film)）》——取消电影院上映，改为Disney+播出。
- 《怒海戰艦》——取消電影院上映，改由Apple TV+發行[82]，於2020年7月10日上線
- 《花木兰》——北美取消電影院上映，於2020年9月4日改为Disney+播出。
- 《云（英语：Clouds (2020 film)）》——取消电影院上映，在电影发行权从华纳兄弟转手迪士尼后改为Disney+播出。
- 《女巫們》——北美取消電影院上映，於2020年10月22日改為HBO Max播出。
- 《放射性物质》——北美和欧洲取消電影院上映，改為流媒体平台播出[83]。

## 製片

### 暫停
- 《阿凡達2》[84][19]
- 《阿凡達3》[84][19]
- 《蝙蝠俠》[85]
- 《算牌人》[86]
- 《仙履奇緣》[87]
- 《艾維斯》[88]
- 《小鬼当家（英语：Home Alone (franchise)#Future）》[89]
- 《宽恕（英语：The Forgiven (upcoming film)）》[90]
- 《侏羅紀世界：統霸天下》[91]
- 《国王理查德》[92]
- 《最後的決鬥》[93]
- 《麦克白（英语：Macbeth (upcoming film)）》[94]
- 《駭客任務4》[95]
- 《午夜的柳枝稷（英语：Midnight in the Switchgrass）》[96]
- 《不可能的任務7》[97]
- 《玉面情魔》[93]
- 《北方人》[98]
- 《主竞赛》[99]
- 《舞会（英语：The Prom (film)）》[100]
- 《紅色通緝令》[101]
- 《撒玛利亚（英语：Samaritan (2020 film)）》[102]
- 《尚氣與十環傳奇》[93]
- 《Vengeance》[103]
- 《月光光新慌慌完結篇》[73]
- 《极限特工4》

### 延遲
- 《斷網》[104]
- 《Bros》[91]
- 《怪獸與牠們的產地3》[92]
- 《Flint Strong》[91]
- 《Geechee》[105]
- 《捍衛任務4》（John Wick: Chapter 4）[106]
- 《小美人鱼（英语：The Little Mermaid (franchise)#Live-action remake）》[89]
- 《多伦多来的男人》（The Man from Toronto）[107]
- 《夜莺》（The Nightingale）[107]
- 《彼得潘与温蒂》[89]
- 《圣地》（Shrine）[107]
- 《缩小（英语：Honey, I Shrunk the Kids (franchise)#Shrunk (TBA)）》[89]
- 《秘境探險》[108]
- 《阿凡達4》[19]
- 《阿凡達5》[19]
- 《星際大戰新三部曲》[19]
- 未定名比利·艾希纳（英语：Billy Eichner）电影[91]
- 《掃毒3》[109]

### 取消
- 《妮莫娜》

## 另見
- 贺岁片
- 2019冠狀病毒病疫情全球反應與影響
- 對各行各業的影響 
  - 2019冠状病毒病疫情对航空业的影响
  - 2019冠状病毒病疫情对电视业的影响
  - 2019冠状病毒病疫情对教育的影响
  - 2019冠狀病毒病疫情影響的體育賽事列表
    - 2019冠状病毒病疫情对2020年夏季奥林匹克运动会的影响